# 柴田郡
- 令制国一覧 > 東山道 > 陸前国 > 柴田郡
- 日本 > 東北地方 > 宮城県 > 柴田郡

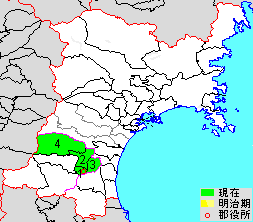
宮城県柴田郡の範囲（1.大河原町 2.村田町 3.柴田町 4.川崎町）

柴田郡（しばたぐん）は、宮城県（陸奥国・陸前国）の郡。
人口77,306人、面積428.17km²、人口密度181人/km²。（2025年7月1日、推計人口）
以下の4町を含む。
- 大河原町（おおがわらまち）
- 村田町（むらたまち）
- 柴田町（しばたまち）
- 川崎町（かわさきまち）

## 郡域
1878年（明治11年）に行政区画として発足して以来、郡域は上記4町のまま変更されていない。

## 人口
現市町村界での国勢調査人口の推移（単位：人）を以下に示す。

## 歴史
文献上における初見は、養老5年（721年）10月で、柴田郡から苅田郡を分割した旨の記事であり、それ以前の柴田郡は、現在の柴田・刈田両郡を合わせた範囲を指していたことになる。

### 近世以降の沿革
- 幕末時点では陸奥国に所属し、全域が仙台藩領であった。「旧高旧領取調帳」に記載されている明治初年時点に存在した村は以下の通り。（35村）

船岡村、上名生村、中名生村、下名生村、大谷村、船迫村、入間野村、四日市場村、上川名村、海老穴村、小成田村、成田村、大河原村、平村、堤村、新寺村、小山田村、福田村、沼辺村、薄木村、関場村、小泉村、村田郷、足立村、小野村、本砂金村、今宿村、川内村、支倉村、入間田村、菅生村、富沢村、葉坂村、沼田村、前川村
- 明治元年
  - 9月24日（1868年11月8日） - 仙台藩主伊達慶邦が官軍に降伏。28万石に減封となる。
  - 12月7日（1869年1月19日） - 陸奥国が分割され、本郡は陸前国の所属となる。
  - 12月24日（1869年2月5日） - 刈田郡白石城に転封された白石藩主南部氏（旧盛岡藩主）の所領となる。
- 明治2年
  - 8月7日（1869年9月12日） - 南部氏の盛岡復帰にともない、旧白石藩領を以て白石県を設置。
  - 11月27日（1869年12月29日） - 白石県が角田県に改称。
- 明治4年11月2日（1871年12月13日） - 第1次府県統合により仙台県（第2次）の管轄となる。
- 明治5年
  - 1月8日（1872年2月16日） - 仙台県（第2次）が宮城県に改称。
  - 4月9日（1872年6月10日） - 大区小区制の施行により宮城県第16大区となる。

| 宮城県第16大区（全11小区。柴田郡のみ） | 宮城県第16大区（全11小区。柴田郡のみ）       |
| 小区                                   | 所属村                                       |
| -------------------------------------- | -------------------------------------------- |
| 小1区                                  | 大河原村・沼辺村                             |
| 小2区                                  | 薄木村・小泉村・関場村・沼田村               |
| 小3区                                  | 平村・堤村・新寺村・小山田村・福田村         |
| 小4区                                  | 船迫村・上名生村・中名生村・下名生村         |
| 小5区                                  | 船岡村・大谷村                               |
| 小6区                                  | 入間野村・上川名村・富沢村・四日市場村       |
| 小7区                                  | 入間田村・海老穴村・成田村・小成田村・葉坂村 |
| 小8区                                  | 村田本郷・足立村                             |
| 小9区                                  | 菅生村・支倉村                               |
| 小10区                                 | 前川村・今宿村                               |
| 小11区                                 | 本砂金村・小野村・川内村                     |

- 明治7年（1874年）4月 - 区の再編により、刈田郡と共に宮城県第9大区となる。

| 宮城県第9大区（全12小区。柴田郡1～6・刈田郡） | 宮城県第9大区（全12小区。柴田郡1～6・刈田郡）                                        |
| 小区                                          | 所属村                                                                               |
| --------------------------------------------- | ------------------------------------------------------------------------------------ |
| 小1区                                         | 船迫村・船岡村・上名生村・中名生村・下名生村・大谷村                                 |
| 小2区                                         | 入間野村・入間田村・海老穴村・上川名村・富沢村・成田村・小成田村・葉坂村・四日市場村 |
| 小3区                                         | 村田本郷・足立村・菅生村・支倉村                                                     |
| 小4区                                         | 前川村・本砂金村・今宿村・小野村・川内村                                             |
| 小5区                                         | 沼辺村・関場村・薄木村・小泉村                                                       |
| 小6区                                         | 大河原村・小山田村・福田村・平村・堤村・新寺村・沼田村                               |

- 明治9年（1876年）11月 - 区の再編により、刈田郡・伊具郡・亘理郡と共に宮城県第1大区となる。

| 宮城県第1大区（全9小区。刈田郡・柴田郡3～4・伊具郡・亘理郡） | 宮城県第1大区（全9小区。刈田郡・柴田郡3～4・伊具郡・亘理郡）                                                                                             |
| 小区                                                         | 所属村 |
| ------------------------------------------------------------ | --- |
| 小3区                                                        | 村田本郷・足立村・薄木村・小泉村・沼辺村・関場村・沼田村・菅生村・支倉村・前川村・本砂金村・今宿村・小野村・川内村・平村・堤村・新寺村・小山田村・福田村 |
| 小4区                                                        | 大河原村・大谷村・船迫村・船岡村・上名生村・中名生村・下名生村・入間野村・入間田村・海老穴村・上川名村・富沢村・成田村・小成田村・葉坂村・四日市場村     |

- 明治11年（1878年）10月21日 - 郡区町村編制法の宮城県での施行により、行政区画としての柴田郡が発足。「柴田刈田郡役所」が大河原村に設置され、刈田郡とともに管轄。同日大区小区制廃止。

### 町村制以降の沿革

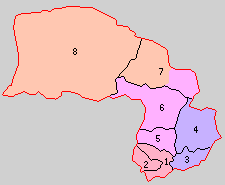
1.大河原町 2.金ヶ瀬村 3.船岡村 4.槻木村 5.沼辺村 6.村田村 7.富岡村 8.川崎村（赤：大河原町 紫：柴田町 桃：村田町 橙：川崎町）

- 明治22年（1889年）4月1日 - 町村制の施行により、以下の町村が発足[3]。（1町7村）

  - 大河原町 ← 大河原村、大谷村、小山田村、福田村（現存）
  - 金ヶ瀬村 ← 平村、堤村、新寺村（現・大河原町）
  - 船岡村 ← 船岡村、上名生村、中名生村、下名生村（現・柴田町）
  - 槻木村 ← 入間野村、入間田村、海老穴村、上川名村、富沢村、成田村、小成田村、葉坂村、四日市場村、船迫村（現・柴田町）
  - 沼辺村 ← 沼辺村、関場村、沼田村（現・村田町）
  - 村田村 ← 村田本郷、足立村、薄木村、小泉村（現・村田町）
  - 富岡村 ← 菅生村（現・村田町）、支倉村（現・川崎町、村田町）
  - 川崎村 ← 前川村、本砂金村、今宿村、小野村、川内村（現・川崎町）
- 明治27年（1894年）4月1日 - 郡制を施行。郡役所が大河原町に設置。
- 明治28年（1895年）10月31日 - 村田村が町制施行して村田町となる。（2町6村）
- 明治37年（1904年）4月1日 - 槻木村が町制施行して槻木町となる。（3町5村）
- 大正12年（1923年）4月1日 - 郡会が廃止。郡役所は存続。
- 大正15年（1926年）7月1日 - 郡役所が廃止。以降は地域区分名称となる。
- 昭和16年（1941年）11月3日 - 船岡村が町制施行して船岡町となる。（4町4村）
- 昭和23年（1948年）5月3日 - 川崎村が町制施行して川崎町となる。（5町3村）
- 昭和30年（1955年）4月20日（5町1村） 
  - 村田町・沼辺村と富岡村の一部（菅生）が合併し、改めて村田町が発足。
  - 川崎町と富岡村の一部（支倉）が合併し、改めて川崎町が発足[4]。
- 昭和31年（1956年）
  - 4月1日 - 船岡町・槻木町が合併して柴田町が発足。（4町1村）
  - 9月30日 - 大河原町・金ヶ瀬村が合併し、改めて大河原町が発足。（4町）
- 昭和35年（1960年）3月14日 - 川崎町の一部（支倉の一部[5]、0.54km2、133人）が村田町に編入[4]。

### 変遷表
| 明治22年以前 | 明治22年以前 | 明治22年 4月1日 町村制施行 | 明治22年 - 昭和29年          | 昭和30年 - 昭和34年      | 昭和35年 - 現在              | 現在     |
| ------------ | ------------ | -------------------------- | ---------------------------- | ------------------------ | ---------------------------- | -------- |
| 大河原村     | 大河原村     | 大河原町                   | 大河原町                     | 昭和31年9月30日 大河原町 | 大河原町                     | 大河原町 |
| 大谷村       |              | 大河原町                   | 大河原町                     | 昭和31年9月30日 大河原町 | 大河原町                     | 大河原町 |
| 小山田村     |              | 大河原町                   | 大河原町                     | 昭和31年9月30日 大河原町 | 大河原町                     | 大河原町 |
| 福田村       |              | 大河原町                   | 大河原町                     | 昭和31年9月30日 大河原町 | 大河原町                     | 大河原町 |
| 平村         | 平村         | 金ヶ瀬村                   | 金ヶ瀬村                     | 昭和31年9月30日 大河原町 | 大河原町                     | 大河原町 |
| 堤村         |              | 金ヶ瀬村                   | 金ヶ瀬村                     | 昭和31年9月30日 大河原町 | 大河原町                     | 大河原町 |
| 新寺村       |              | 金ヶ瀬村                   | 金ヶ瀬村                     | 昭和31年9月30日 大河原町 | 大河原町                     | 大河原町 |
| 入間野村     | 入間野村     | 槻木村                     | 明治37年4月1日 町制 槻木町   | 昭和31年4月1日 柴田町    | 柴田町                       | 柴田町   |
| 入間田村     |              | 槻木村                     | 明治37年4月1日 町制 槻木町   | 昭和31年4月1日 柴田町    | 柴田町                       | 柴田町   |
| 海老穴村     |              | 槻木村                     | 明治37年4月1日 町制 槻木町   | 昭和31年4月1日 柴田町    | 柴田町                       | 柴田町   |
| 上川名村     |              | 槻木村                     | 明治37年4月1日 町制 槻木町   | 昭和31年4月1日 柴田町    | 柴田町                       | 柴田町   |
| 富沢村       |              | 槻木村                     | 明治37年4月1日 町制 槻木町   | 昭和31年4月1日 柴田町    | 柴田町                       | 柴田町   |
| 成田村       |              | 槻木村                     | 明治37年4月1日 町制 槻木町   | 昭和31年4月1日 柴田町    | 柴田町                       | 柴田町   |
| 小成田村     |              | 槻木村                     | 明治37年4月1日 町制 槻木町   | 昭和31年4月1日 柴田町    | 柴田町                       | 柴田町   |
| 葉坂村       |              | 槻木村                     | 明治37年4月1日 町制 槻木町   | 昭和31年4月1日 柴田町    | 柴田町                       | 柴田町   |
| 四日市場村   |              | 槻木村                     | 明治37年4月1日 町制 槻木町   | 昭和31年4月1日 柴田町    | 柴田町                       | 柴田町   |
| 船迫村       |              | 槻木村                     | 明治37年4月1日 町制 槻木町   | 昭和31年4月1日 柴田町    | 柴田町                       | 柴田町   |
| 船岡村       | 船岡村       | 船岡村                     | 昭和16年11月3日 町制 船岡町  | 昭和31年4月1日 柴田町    | 柴田町                       | 柴田町   |
| 上名生村     |              | 船岡村                     | 昭和16年11月3日 町制 船岡町  | 昭和31年4月1日 柴田町    | 柴田町                       | 柴田町   |
| 中名生村     |              | 船岡村                     | 昭和16年11月3日 町制 船岡町  | 昭和31年4月1日 柴田町    | 柴田町                       | 柴田町   |
| 下名生村     |              | 船岡村                     | 昭和16年11月3日 町制 船岡町  | 昭和31年4月1日 柴田町    | 柴田町                       | 柴田町   |
| 村田本郷     | 村田本郷     | 村田村                     | 明治28年10月31日 町制 村田町 | 昭和30年4月20日 村田町   | 村田町                       | 村田町   |
| 足立村       |              | 村田村                     | 明治28年10月31日 町制 村田町 | 昭和30年4月20日 村田町   | 村田町                       | 村田町   |
| 薄木村       |              | 村田村                     | 明治28年10月31日 町制 村田町 | 昭和30年4月20日 村田町   | 村田町                       | 村田町   |
| 小泉村       |              | 村田村                     | 明治28年10月31日 町制 村田町 | 昭和30年4月20日 村田町   | 村田町                       | 村田町   |
| 沼辺村       | 沼辺村       | 沼辺村                     | 沼辺村                       | 昭和30年4月20日 村田町   | 村田町                       | 村田町   |
| 関場村       |              | 沼辺村                     | 沼辺村                       | 昭和30年4月20日 村田町   | 村田町                       | 村田町   |
| 沼田村       |              | 沼辺村                     | 沼辺村                       | 昭和30年4月20日 村田町   | 村田町                       | 村田町   |
| 菅生村       | 菅生村       | 富岡村                     | 富岡村                       | 昭和30年4月20日 村田町   | 村田町                       | 村田町   |
| 支倉村       | 一部         | 富岡村                     | 富岡村                       | 昭和30年4月20日 川崎町   | 昭和35年3月14日 村田町に編入 | 村田町   |
| 支倉村       | 一部を除く   | 富岡村                     | 富岡村                       | 昭和30年4月20日 川崎町   | 川崎町                       | 川崎町   |
| 前川村       | 前川村       | 川崎村                     | 昭和23年5月3日 町制 川崎町   | 昭和30年4月20日 川崎町   | 川崎町                       | 川崎町   |
| 本砂金村     |              | 川崎村                     | 昭和23年5月3日 町制 川崎町   | 昭和30年4月20日 川崎町   | 川崎町                       | 川崎町   |
| 今宿村       |              | 川崎村                     | 昭和23年5月3日 町制 川崎町   | 昭和30年4月20日 川崎町   | 川崎町                       | 川崎町   |
| 小野村       |              | 川崎村                     | 昭和23年5月3日 町制 川崎町   | 昭和30年4月20日 川崎町   | 川崎町                       | 川崎町   |
| 川内村       |              | 川崎村                     | 昭和23年5月3日 町制 川崎町   | 昭和30年4月20日 川崎町   | 川崎町                       | 川崎町   |

## 行政
柴田・刈田郡長
| 代 | 氏名     | 就任年月日                | 退任年月日                | 備考                |
| -- | -------- | ------------------------- | ------------------------- | ------------------- |
| 1  | 富田広信 | 明治12年（1879年）2月13日 | 明治27年（1894年）3月31日 | 廃官 柴田郡長へ転任 |

柴田郡長
| 代 | 氏名       | 就任年月日                 | 退任年月日                 | 備考                   |
| -- | ---------- | -------------------------- | -------------------------- | ---------------------- |
| 1  | 富田広信   | 明治27年（1894年）4月1日   | 明治33年（1900年）12月27日 | 柴田・刈田郡長より転任 |
| 2  | 片野続     | 明治33年（1900年）12月27日 | 明治34年（1901年）4月4日   |                        |
| 3  | 白極誠一   | 明治34年（1901年）4月20日  | 明治35年（1902年）9月2日   |                        |
| 4  | 伊藤近春   | 明治35年（1902年）9月2日   | 明治41年（1908年）7月29日  |                        |
| 5  | 坂元蔵之允 | 明治41年（1908年）7月29日  | 明治43年（1910年）8月29日  |                        |
| 6  | 仙石卯策   | 明治43年（1910年）8月29日  | 大正2年（1913年）6月30日   |                        |
| 7  | 兼子悌次   | 大正2年（1913年）7月31日   | 大正3年（1914年）12月28日  |                        |
| 8  | 土居通次   | 大正3年（1914年）12月28日  | 大正6年（1917年）3月12日   |                        |
| 9  | 中井正猪   | 大正6年（1917年）3月12日   | 大正7年（1918年）5月10日   |                        |
| 10 | 渡邊寿     | 大正7年（1918年）5月10日   | 大正9年（1920年）4月19日   |                        |
| 11 | 卯埜正路   | 大正9年（1920年）4月19日   | 大正9年（1920年）12月28日  |                        |
| 12 | 森田専七郎 | 大正9年（1920年）12月28日  | 大正11年（1922年）4月12日  |                        |
| 13 | 古川為二   | 大正11年（1922年）4月12日  | 大正13年（1924年）1月25日  | 任期途中、郡会廃止     |
| 14 | 本田鶴吉   | 大正13年（1924年）1月25日  | 大正13年（1924年）12月10日 |                        |
| 15 | 手島伝     | 大正13年（1924年）12月10日 |                            |                        |